# Älvros landskommun
Älvros landskommun var en kommun i Jämtlands län.

## Administrativ historik
Kommunen inrättades i Älvros socken i Härjedalen när 1862 års kommunalförordningar trädde i kraft den 1 januari 1863. 1952 gick den upp i Svegs landskommun. Området tillhör sedan 1974 Härjedalens kommun.

## Kommunvapen
Älvros landskommun förde inte något vapen.

## Se även

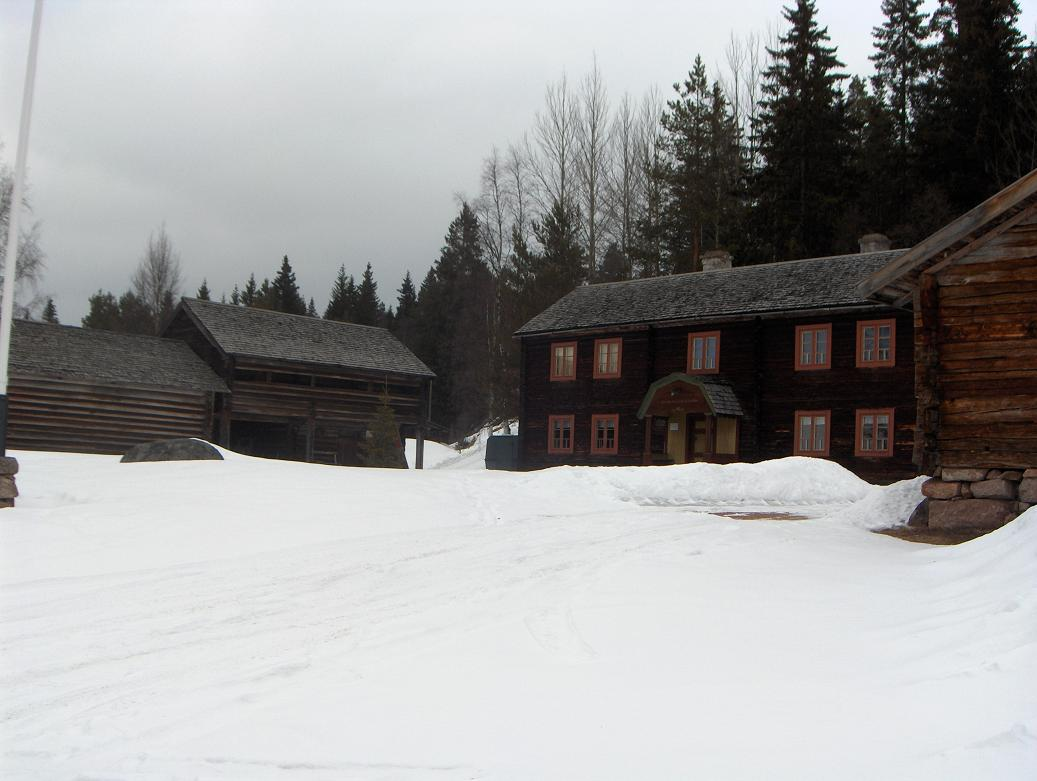
Älvrosgården i Älvros.

## Politik

### Mandatfördelning i valen 1938-1946
| 15 |

| 14 |

| 2 | 8 | 5 |

| 14 |

| 3 | 9 | 3 |

| 15 |

### Fotnoter
1. ↑  Andersson, Per (1993). Sveriges kommunindelning 1863–1993. Mjölby: Draking. Libris 7766806. ISBN 91-87784-05-X